# Sarród
Sarród è un comune di 1 000 abitanti situato nella contea di Győr-Moson-Sopron, nell'Ungheria nordoccidentale.